# Авторемонтное предприятие
Авторемонтное предприятие (АРП) — организация производящая техническое обслуживание и ремонт автотранспорта сторонних организаций или частных лиц, не имеющих (не желающих иметь) собственной ремонтной базы. К АРП относятся авторемонтные и агрегатно-ремонтные заводы и базы централизованного ремонта узлов агрегатов, авторемонтные мастерские, шиноремонтные мастерские.
Бывают двух типов:
- выполняющие все ремонтные работы от разборочно-моечных до испытания готовой продукции;
- производящее ремонт отдельных агрегатов и узлов.

В настоящее время на большинстве авторемонтных предприятий внедрён агрегатный метод ремонта автомобилей.

## Структура авторемонтных предприятий
В организационной системе управления АРП можно выделить несколько блоков: финансовый, экономический, технический, кадровый. Общее руководство осуществляет начальник предприятия. 
Технический блок включает: зоны ежедневного техобслуживания (ЕО), периодического техобслуживания, сезонного обслуживания (СО), ремонтная зона (разборочный, сборочный, кузовной цеха, цех восстановления и изготовления деталей), производственно-вспомогательные участки (инструментальный, ремонтно-механический, электро-ремонтный, ремонтно-строительный) и склады.

## Развитие авторемонтных предприятий
С появлением первых автомобилей, возникла необходимость в их ремонте и обслуживании, но специализированных организаций по ремонту ещё не существовало. Ремонт осуществлял владелец, либо его шофер: вышедшие из строя детали изготавливались собственными силами, а проколы ликвидировались прямо на дороге. Лишь в начале XX века увеличение количества автомобилей послужило толчком к организации авторемонтного дела. На основе мастерских по ремонту сельхозтехники или велосипедов стали появляться первые автомастерские. Располагались они ближе к людям, которым автомобиль был необходим по роду их деятельности (например врачи). Здесь же продавался бензин, который с помощью насоса подавался из подземного бака.
В России начало развитию отечественного авторемонтного производства положило Московское автомобильное предприятие П.П.Ильина. Для поступивших на ремонт автомобилей предприятие Ильина самостоятельно изготавливало отдельные агрегаты, коробки передач, передние оси и т.п., что послужило зарождению агрегатного метода ремонта автомобилей.
Бурное развитие авторемонтных предприятий пришлось на период индустриализации. После распада СССР количество авторемонтных предприятий значительно сократилось. В настоящее время наиболее распространены военные авторемонтные заводы для обслуживания и ремонта военной техники с воинских частей и полигонов; а также небольшие мастерские, имеющие от 3 до 10 постов (СТО), которые могут быстро реагировать на изменения парка автомобилей, перестраиваться на новые виды ремонтных работ и не имеют большого складского хозяйства.